# Zafra (film)
Zafra è un film argentino del 1959 diretto da Lucas Demare.

## Trama
Nel contesto della raccolta della canna da zucchero, gli indigeni Teodoro e Damiana lottano per vivere il loro amore e subiscono le angherie del sistema in cui sono sfruttati.

## Produzione
Diffuso nelle sale cinematografiche nel mese di aprile del 1959, venne selezionato per prendere parte al Festival di Cannes un mese dopo.
Nel film vengono mostrate le condizioni di vita dei Kollas, membri di una comunità indigena presente sul confine argentino-boliviano, ridotti praticamente in schiavitù e condotti forzosamente nei campi delle province settentrionali per lavorare alla raccolta della canna da zucchero. La storia su cui è basata la pellicola vede come protagonisti i personaggi di Damiana e Teodoro, due Kollas innamorati, le cui vite sono tormentate da un uomo soprannominato "El negrero". La punizione che l'antagonista infligge loro provoca una ribellione degli operai, brutalmente repressa.
Per via delle tematiche trattate, ci furono contestazioni da parte degli esponenti del settore zuccheriero: il Centro Azucarero Regional del Norte Argentino inviò una nota di protesta al Ministero del Lavoro affermando che tutto ciò che veniva mostrato nel film fosse falso. Una nota presente sui titoli di testa precisava che "i personaggi sono fittizi ma l'essenza della storia è reale, girata interamente nella Puna e nei campi di canna da zucchero della provincia di Jujuy, negli zuccherifici La Esperanza e La Mendieta".
Durante le riprese, l'attrice Graciela Borges contrasse la tubercolosi e andò avanti con il lavoro venendo accudita dalla madre e dal collega Atahualpa Yupanqui.

## Accoglienza
Il critico Charles Bitsch sui Cahiers du cinéma scrisse polemicamente: "Che motivo c'è per assistere alla presentazione di Zafra... a parte l'interesse che nutre il governo argentino nella sua realizzazione?".
Anche la rivista Leoplán fu critica nei confronti del film, affermando ironicamente: "Ah! Oh! Quanto saremo ben rappresentati a Cannes. Che colore! Quanto sono buoni gli operai della zafra e quanto sono cattivi i poliziotti che li uccidono senza pietà".
Gli esperti Raúl Manrupe e María Alejandra Portela, nel loro volume Un diccionario de films argentinos (1930-1995), descrissero l'opera come "Pseudo denuncia pensata per l'estero e che fu presentata a Cannes 1959 senza successo. È divertente vedere Alcón e Borges truccati come coyas a Jujuy".
Nonostante la tiepida accoglienza ottenuta in patria, i temi della lotta sociale espressi nel film ottennero riscontri entusiasti da parte di certa stampa estera. Louis Chauvet su Le Figaro scrisse: "Zafra è all'interno della linea di Furore"; il critico de Il Messaggero Renzo Tian affermò: "Il film di Demare è una denuncia tiepida e coraggiosa"; Maurice Ciantar sul Paris Journal sostenne: "Dopo I 400 colpi, vedere Zafra e non sentirsi delusi è una sorpresa più che piacevole"; Paul Guyot di France Soir dichiarò: "Zafra potrebbe anche essere intitolato Cañas de ira...".

## Riconoscimenti
- 1959 - Festival di Cannes
  - Candidatura alla Palma d'oro a Lucas Demare